# Krenal
Als Krenal (von altgriechisch κρήνη, krḗnē, „Quelle“) wird die Quellregion eines Gewässers im Sinn eines limnologischen Fließgewässertyps bezeichnet; seine Lebensraumgemeinschaft ist das Krenon.
Gelegentlich wird unterschieden zwischen der eigentlichen Quellregion, dem Eukrenal, und dem Quellbach, dem Hypokrenal. Mündungswärts schließt sich das Rhithral an, die Bachregion, gefolgt vom Potamal, der Flussregion.

## Kennzeichen
Das Krenal wird charakterisiert durch:
- eine im Tages- wie im Jahresverlauf nur wenig schwankende Wassertemperatur. Quellen mit Speisung aus tieferem Grundwasser weisen eine konstante Temperatur auf, die der Jahresdurchschnittstemperatur des jeweiligen Orts entspricht. In großen Teilen Mitteleuropas sind dies Temperaturen um 10 °C oder knapp darüber.
- einen geringen Nährstoffgehalt. Dies gilt heute meist nur noch für Quellen mit bewaldetem Einzugsgebiet. Die meisten Quellen mit viel Ackerland im Einzugsgebiet weisen aufgrund der Düngung erhöhte Nitratgehalte auf.
- eine auf kleinstem Raum wechselnde Fließgeschwindigkeit
- eine niedrige Sauerstoffsättigung, da Quellwasser zu Tage tretendes Grundwasser ist. Im Verlauf des Baches kann der Sauerstoffgehalt jedoch aufgrund starker Turbulenz und schießendem Abfluss deutlich ansteigen. In der Regel sind bereits Quellbäche sauerstoffgesättigt.

Da die Erosion im Krenal stärker ist als die Sedimentation, verläuft das Gewässer meist innerhalb eines schmalen Kerbtales. Auch sind Quellen an Steilhängen meist in den Hang eingesenkt; möglicherweise durch Kammeisbildung.
Der Einfluss des Gewässers auf seine Umgebung ist hier gering, eine Aue hat sich noch nicht ausgebildet. An den Ufern des Krenal finden sich einzelne Erlen oder Eschen, ansonsten durchfließt dieser Gewässertyp in Mitteleuropa den zonalen Buchenwald.

## Fauna
Die Fauna des Krenal ist artenärmer als die des Rhithral, aber ebenso durch charakteristische Arten geprägt: Manche der hier vorkommenden Arten sind besonders an die geringen Sommertemperaturen angepasst; teils handelt es sich um Arten mit Hauptverbreitungsgebiet im hohen Norden oder in den Alpen, „boreoalpine“ Arten. Teilweise deutet man ihr mitteleuropäisches Vorkommen als Relikte seit dem Eiszeitalter. Besonders reich an Quellarten ist die Familie der Köcherfliegen.
Typische Krenalarten sind z. B.
- Köcherfliegen: Fam. Rhyacophilidae: Rhyacophila bonaparti, Rhyacophila hirticornis, Rhyacophila philopotamoides und Rhyacophila laevis. Fam. Glossosmatidae: Gattung Synagapetus, Agapetus fuscipes. Fam. Hydropsychidae: Hydropsyche fulvipes. Fam. Lepidostomatidae: Crunoecia irrorata. Fam. Ptilocolepidae: Ptilocolepus granulatus. Fam. Leptoceridae: Adicella filicornis. Fam. Limnephilidae: Apatania fimbriata, Drusus discolor und Drusus trifidus, Micropterna nycterobia, Potamophylax nigricornis, Parachiona picicornis. Fam. Psychomyiidae: Arten der Gattung Tinodes. Fam. Philopotamidae: Arten der Gattung Wormaldia. Fam Polycentropodidae: Plectrocnemia brevis. Fam. Beraeidae: Beraea pullata und Beraea maurus, Ernodes articularis
- Muscheln: Pisidium casertanum (Erbsenmuscheln).
- Schnecken: Quellschnecken (Bythinella), z. B. die Rhönquellschnecke und Bythiospeum
- Steinfliegen: Arten der Gattung Protonemura, Nemoura, Leuctra
- Strudelwürmer:  Crenobia alpina (Alpenstrudelwurm), Polycelis felina

Das Krenal weist in der Regel keine Fische auf. Einzige typische Wirbeltierart ist der Feuersalamander.

## Flora
Die Flora der Quellgewässer ist aufgrund der niedrigen Sommertemperaturen meist artenärmer als die anderer Gewässertypen, umfasst aber eine Reihe hoch spezialisierter Arten, die beinahe ausschließlich hier wachsen: Viele Quellen im Wald sind stark beschattet und weisen beinahe gar keinen Pflanzenwuchs auf; eigentliche Wasserpflanzen fehlen ihnen ganz. Typische Arten an Waldquellen und Quellbächen sind z. B. Gegenblättriges Milzkraut, Wechselblättriges Milzkraut und Bach-Quellkraut.
Besonnte Sickerquellen im Grünland weisen eine artenreiche Flora mit zahlreichen bemerkenswerten Pflanzenarten auf, wenn sie nicht durch Intensivnutzung entwertet worden sind wie z. B. durch übermäßige Düngung.
Im pflanzensoziologischen System bilden die Quellfluren die Klasse „Montio-Cardaminetea“; typische und charakteristische Arten sind z. B. Bitteres Schaumkraut und Bach-Sternmiere.
Kalkquellen mit Quelltuffbildung sind besonders reich an Moosen, vor allem Palustriella commutata und Cratoneuron filicinum. Weitere typische Quellmoose gehören etwa zu den Gattungen Philonotis (z. B. Philonotis fontana) und Pellia.
- Siehe auch Kalk-Quellmoos, Kalkquellmoor bei Diesenbach, Kalkquellmoor mit Bruchwaldstreifen nördlich Mühlthal